# Emerald Ace
Die Emerald Ace ist ein Autotransporter. Das von einem Dieselmotor angetriebene Schiff ist mit einem Akkusystem ausgestattet, die E-Versorgung erfolgt zusätzlich mit Solarzellen. Das Schiff gilt damit als der derzeit weltweit umweltfreundlichste Autotransporter.

## Beschreibung
Die Emerald Ace wurde im Rahmen eines Forschungsprojekts in Japan entwickelt. Das Schiff wurde für die Reederei Mitsui O.S.K. Lines entworfen und unter der Baunummer 1296 von der japanischen Werft Mitsubishi Heavy Industries (MHI) im japanischen Kōbe gebaut. Die Kiellegung des Schiffes erfolgte am 14. Dezember 2010, der Stapellauf am 9. März 2012. Das Schiff wurde am 29. Juni 2012 fertiggestellt.
Mit dem Schiff wird untersucht, inwieweit Solarzellen mit integrierten Lithium-Ionen-Akkumulatoren als Speichersystem für elektrische Energie dienen können. Ein wichtiges Ziel, einen „Null-Emission-Betrieb“ im Hafen zu ermöglichen, wurde mit diesem Prototyp erreicht.
In dem Forschungsprojekt „Entwicklung von Technologien für die Reduzierung der CO2-Emissionen von neuen Schiffen“ wurde diese Hybrid-Stromversorgung realisiert, sie wird jetzt im Betrieb untersucht. Das Projekt wird durch das japanische Ministerium für Land, Infrastruktur, Transport und Tourismus gefördert und von Nippon Kaiji Kyōkai, der japanischen Klassifikationsgesellschaft, wissenschaftlich begleitet.
Die Hybrid-Stromversorgung der Emerald Ace ist mit 768 Solarmodulen mit einer Gesamtleistung von 160 kW ausgestattet und beinhaltet Lithium-Ionen-Akkus mit rund 2,2 MWh. Die Lithium-Ionen-Akkus dienen primär dazu, keine Abgasemissionen bei Liegezeiten im Hafen oder auf Reede auszustoßen. Während der Liegezeit übernehmen die Solarzellen und die Akkus die Stromversorgung, die Dieselgeneratoren werden abgeschaltet. Die Lithium-Ionen-Akkus befinden sich im unteren Bereich des Schiffes und fungieren durch ihr Gewicht gleichzeitig als Ballast.